# مزیره
مزیره (ترکی آذربایجانی: Məzirə) یک منطقهٔ مسکونی در جمهوری آرتساخ است که در استان کاشاتاق واقع شده‌است.